# Rick Sánchez
Ricardo León «Rick» Sánchez de Reinaldo (Guanabacoa, Cuba, 3 de julio de 1958) es un presentador de televisión cubano-estadounidense y padre del futbolista español Robert Sánchez. En CNN, fue el anfitrión de Rick's List y se desempeñó como colaborador de Anderson Cooper 360° y CNN International, donde frecuentemente reportaba traduciendo entre inglés y español. Sánchez fue despedido de CNN el 1 de octubre de 2010, tras hacer comentarios polémicos de radio sobre Jon Stewart y los judíos.

## Primeros años
Sánchez nació en Guanabacoa, Cuba, un municipio de La Habana, y emigró a los Estados Unidos con sus padres a la edad de dos. Se crio en Hialeah, Florida, un suburbio de Miami. Asistió a Mae M. Walters Elementary School, Henry H. Guardado Middle School, y Hialeah High School, graduándose en 1977. Sánchez aceptó una beca de fútbol americano de Minnesota State University Moorhead y se trasladado a la Universidad de Minnesota en Minneapolis en un CBS/WCCO Beca de Periodismo en 1979.
De su infancia Sánchez ha dicho: "Crecí no hablando inglés, fretando verdaderos perjuicios todos los días como niño; viendo a mi padre trabajar en una fábrica, lavando platos, manejando un camión, siendo escupido. Me han dicho que no puedo hacer ciertas cosas en la vida simplemente porque yo era un hispano." Él prefiere ser llamado Rick Sánchez en lugar de utilizar su nombre de nacimiento porque, según dijo en un noticiero en 2009, "... Quiero ser respetuoso de este maravilloso país que nos ha permitido nosotros como hispanos a venir aquí, y creo que es más fácil que alguien podrá entenderme por anglicanizar mi nombre."
Sánchez trabajó como cargador de camiones de reparto y como un mentor de la juventud en Ciudad de los Parques de Recreación de Hialeah.

## Carrera
Sánchez comenzó su carrera en KCMT (ahora KCCO-TV), satélite estación hermana de WCCO en Alexandria, Minnesota, mientras que todavía estaba en la universidad. Fue contratado en WSVN (antes WCKT) en Miami en 1982 y se convirtió en un fin de semana de anclaje poco después. Trabajó brevemente para KHOU en Houston, Texas antes de regresar a una tarde de fondeo con WSVN. Sánchez fue contratado en MSNBC en el año 2001. En 2003, Sánchez dejó MSNBC para volver a la Miami/Ft. Lauderdale TV mercado. Una vez allí, fue anfitrión de un talk show local WTVJ Sánchez después anclado en entonces-WB afiliado con WBZL (ahora WSFL) hasta que se unió a CNN en 2004. Ganó un premio Emmy en 1983 por su serie titulada "When I left Cuba" (Cuando salí de Cuba).

### Despedido de CNN
Durante una entrevista en Sirius XM Radio en el programa de radio Stand Up With Pete Dominick, el 30 de septiembre de 2010, Sánchez llama Jon Stewart, un "bigot". Cuando se le consultó sobre la cuestión de que Stewart también pertenece a un grupo minoritario a causa de su etnia judía, Sánchez respondió:
"Sí, gente muy impotente. [risas] Él es tan minoría. Quiero decir, usted sabe, por favor. ¿Qué - ¿Estás bromeando? Les digo que todo el mundo que dirige CNN muchos son como Stewart, y un montón de gente que maneja todas las otras redes son como Stewart. Y dar a entender que de alguna manera, la gente en este país que son judíos, son una minoría oprimida?"
Comentarios de Sánchez fueron interpretadas por CBS News y MSNBC como una afirmación de que judíos controlan CNN y otras redes.
En el día siguiente de su observaciones, CNN anunció que Sánchez fue cesado y dejó de trabajar para la empresa. Sus declaraciones durante el programa de radio se hicieron durante un debate sobre la medida en que judíos en los Estados Unidos se enfrentan abierta o secretamente las actitudes discriminatorias, en comparación con los latinos. Sánchez también ha expresado sus sentimientos negativos de la interpretación de Jon Stewart sobre él en el show de noticias orientado en Comedy Central, The Daily Show.
Sánchez describió sus experiencias de prejuicios en CNN cuando dijo:. "No es sólo la derecha que hace esto. Porque he conocido a muchos de la elite, los establecimientos liberales del Noreste que ala mejor no usen esto como un modelo de negocio, pero en el fondo, cuando miran a un tipo como yo, buscan a un... ven a un hombre que pertenece de forma automática en el segundo nivel y no a la gente de primer nivel... los blancos generalmente no lo ven, pero nosotros si, nosotros que somos minorías... En este caso, te doy mi ejemplo, es esta: '¿Sabes qué, Yo no quiero que anclajes más. Realmente es que no te veo como un ancla, te veo más como un reportero. te veo más como un John Quiñones.' Ya sabes, el tipo de la cadena ABC. Eso es lo que me dijo, me dijo que me veía como John Quiñones. Ahora bien, ¿no se da cuenta de que me estaba diciendo, 'cuando te veo pienso en periodistas hispanos?' 'Porque en su mente, no puede ser un ancla, un ancla es lo que le dará al los hombres blancos de alto perfil.'"